# Марко Атилије Регул
Марко Атилије Регул (лат. Marcus Atilius Regulus; до око 250. п. н. е.) је био римски конзул и војсковођа, који се истакао за време Првога пунскога рата. Командовао је заједно са другим конзулом у бици код Екнома, у којој је 256. п. н. е. победио картагињанску флоту у једној од највећих античких поморских битака. Искрцао се са војском у северној Африци, где је успешно ратовао. Нанио је Картагињанима тежак пораз у бици код Адиса, па су били присиљени да траже мировне преговоре. Поставио је преоштре услове мировнога споразума, па је Картагина одлучила да настави рат. До преокрета је дошло, када су Картагињани сменили неспособнога војсковођу и као команданта поставили Ксантипа. Ксантип из Картагине победио је римску војску и заробио Регула 255. п. н. е. у бици код Туниса. Током 250. п. н. е. Регул је пуштен на реч, да би учествовао у картагињанској мировној делегацији у Риму. Тражио је од Сената да настави рат, па се након тога због задате речи сам вратио у Картагину, где су га погубили.

## Породица
Син је истоименога Марка Атилија Регула, који је био конзул 294. п. н. е. Деда му је био Марко Атилије Регул Кален, конзул 335. п. н. е. С друге стране његова оба сина била су конзули. Марко Атилије Регул био је конзул 227. п. н. е., а Гај Атилије Регул био је конзул, који је погинуо 225. п. н. е. у бици код Теламона са Галима. Његов рођак или брат Гај Атилије Регул Серан био је конзул 257. п. н. е. и 250. п. н. е.

## Први конзулат
По први пут Марко Атилије је био конзул 267. п. н. е. заједно са Луцијем Јулијем Либоном. Покорили су Салентине и заузели су Брундузи (Бриндизи). Због успешнога похода заслужили су тријумф.

## Битка код Екнома
По други пут је био конзул 256. п. н. е. заједно са Луцијем Манлијем Вулсоном Лонгом. Изабран је уместо конзула Квинта Кедикија, који је умро брзо по преузимању дужности. Римљани су одлучили да са великом војном силом изврше инвазију Африке. Била им је потребна велика флота да би прошли поред картагињанске ратне флоте. Због тога су Римљани поред постојеће флоте опремили нових 200 бродова, тако да су располагали флотом од 330 бродова. Припремили су око 140.000 чланова посаде. Картагињани су сазнали за римске планове, па су послали подједнако велику флоту усусрет римске флоте. Дошло је до битке код Екнома, једне од највећих античких поморских битака, у којој је победила римска флота под командом Марка Атилија Регула и Луција Манлија Вулсона. У бици је потопљено више од 30 картагињанских бродова, а 64 картагињанска брода су заробљена. Римљани су изгубили 24 брода. Победом у тој бици био је отворен пут за инвазију Африке.

## Инвазија Картагине
Римска војска искрцала се крај Хермеја. Одатле су кренули према Аспису ( Клупеја), који се налазио на око 65 километара југоисточно од Картагине. Након освајања Асписа ту су оставили гарнизон и тако су добили базу за даљње напредовање према Картагини. Римљани су се неометано кретали према Картагини пустошећи област кроз коју су пролазили. Заробили су 20.000 робова и много стоке. Доласком зиме из Рима је стигло наређење да Регул остане са војском, а да се други конзул са заробљеницима и посадом врати у Рим. Марко Атилије Регул је остао са 15.000 пешака и 500 коњаника, а Луције Манлије Вулсон је отпловио до Рима.

## Битка код Адиса
Картагињани су за рат са римском војском под Регуловом командом изабрали тројицу команданата: Хаздрубала (Ханоновог сина), Бостара и Хамилкара (Дрепан), коме су наредили да се врати са Сицилије. Картагињани су одлучили да зауставе римско пустошење, па су спремили здружену војску. Док су се Картагињани припремали Марко Атилије Регул је наставио да напада картагињанска неутврђена насеља. Утврђена насеља би опседао. Када је са војском дошао до значајнога места Адиса, онда је наредио да се направи логор и да се започне опсада. Картагињански команданти су избегавали равницу, иако су имали слонове и више коњице од Римљана. Концентрисали су своје снаге на једном брду недалеко од непријатеља, што је било неповољно за коњицу и слонове. Марко Атилије Регул није чекао да се Картагињани спусте са брда, него је одмах кренуо да искористи непријатељску грешку. Силаском са брда би дошла до изражаја картагињанска коњица и слонови. Регул је под заштитом ноћи развио бројчано надмоћну римску пешадију око брда и у зору је напао картагињански логор са две стране. У бици код Адиса страдала је готово цела картагињанска пешадија.

## Римски услови
Тежак пораз изазвао је метеж у Картагини, а Нумиђани су дигли устанак. Римљани су наставили са још жешћим пустошењем, па је већина становништва побегла у Картагину, у којој је онда почела да се јавља глад. Марко Атилије Регул је схватио да се Картагињани налазе у веома тешкој позицији, али знао је да када из Рима дође нови конзул да се заслуге за пад Картагине неће приписивати њему, него новом конзулу. Регул је због тога 256. п. н. е. започео преговоре са Картагињанима, који су били спремни да се предају. Међутим поставио је сувише оштре услове за склапање мира. Тражио је да Картагина преда Сицилију, Сардинију и Корзику, а поред тога тражио је да распусте морнарицу, плате ратну штету и постану римски вазал. Картагињани нису прихватили такве преоштре захтеве, па се рат наставио.

## Битка код Туниса
Картагињани су довукли доста најамника из Грчке, а међу њима је био војсковођа Ксантип од Картагине. Ксантип је кренуо да реорганизује војску Картагине. Дошао је до закључка да Картагињани нису довољно користили своју предност у коњици и слоновима. Ксантип је поверено заповедништву и имао је на располагању 12.000 пешака, 4.000 коњаника и близу 100 слонова. Војску је обучио новом борбеном поретку и маневрисању. Ксантип се одлучио на битку са римском војском у равници крај Туниса. Регул је прихватио битку. у бици крај Туниса 255. п. н. е. победили су Картагињани захваљујући надмоћнијој коњици и слоновима. Битку је преживело само 2.000 римских војника, који су након победе над најамницима побегли до Клипеје. Остали су или погинули или заробљени. Око 500 њих је заробљено заједно са Марком Атилијем Регулом.

## Славно изасланство у Риму
Приче о његовој окрутној смрти су по свој прилици део пропаганде. Према Хорацију остао је у заробљеништву све до 250. п. н. е. Након картагињанскога пораза у бици код Панорма Картагињани су послали делегацију у Рим да преговара о мировном споразуму или бар о размени заробљеника. Картагињани су дозволили Регулу да буде у тој делегацији. Дао је реч да ће се вратити у Картагину, ако преговори пропадну. Картагињани су рачунали да ће он успети да наговори Римљане да се сложе бар са разменом заробљеника, јер је размена била у његовом интересу. То Регулово изасланство представља једну од најславнијих прича римске историје, коју су описивали песници и говорници. Описивали су како је дошао у Рим као картагињански заробљеник. У Сенату је најпре одбијао да говори, јер као заробљеник није више био сенатор, али сенатори су онда инсистирали да говори. Он је предложио римском Сенату да одбију оба картагињанска предлога и да наставе још жешће да се боре. Он је испоштовао своју реч, па се вратио у Картагину, где је био погубљен. Према писањима римских песника погубљен је тек након великога мучења. Према једним од тих прича ставили су га у сандук пун чавала. Други су писали да су му одсекли капке, па га бацили у тамницу без светла, а онда нагло изложили светлости.
Римски писци након Хорација писали су о различитим начинима Регулове смрти. Пошто Полибије то није забележио по свој прилици се ради о једном од примера којим су се накнадним измишљеним причама подстицао патриотизам и римска част. Ради се изгледа о пропаганди којом се настојало да се оправда каснији римски окрутни поступак према Картагињанима.